# Nanda Devi
De Nanda Devi (devanagari: नन्दा देवी, nanda devī) is een 7816 meter hoge bergtop in de westelijke Himalaya, in de Indiase deelstaat Uttarakhand. Het is de hoogste berg in het westelijke deel van de Indiase Himalaya en de hoogste berg die volledig op Indiaas grondgebied ligt. Een van de bronrivieren van de Indus ontspringt op zijn zuidflank.
De berg wordt beschouwd als de beschermgodin van Uttarakhand. In de Indiase mythologie is Nanda Devi de godin van de vreugde. Tot de opmeting van Dhaulagiri in Nepal in 1808 was de Nanda Devi de hoogst bekende berg op Aarde. Sinds Sikkim zich in 1975 aansloot bij India is de Kanchenjunga de hoogste berg van het land.
De berg werd voor het eerst beklommen in 1936 door Bill Tilman en Noel Odell via de zuidgraat. Vanaf 1983 werd de Nanda Devi door de Indiase overheid gesloten voor klimmers om ecologische redenen. Het omringende Nanda Devi National Park werd in 1988 tot UNESCO werelderfgoed verklaard.
- Gemeinsame Normdatei: 4295557-9
- Library of Congress Control Number: sh87001835
- Nationale Bibliotheek van Israël: 987007529859005171
- Virtual International Authority File: 237383389